# استطلاع رأي
استطلاع الرأي (بالإنجليزية: Opinion poll)‏ هو استقصاء لرأي عام لعينة ما. استطلاعات الرأي تصمم لعرض آراء مجموعة من خلال إجراء سلسلة من الأسئلة ومن ثم استقراء العموميات في نسبة أو خلال نطاق الثقة.